# شارع الوحدة (غزة)
شارع الوحدة يمتد من شارع عز الدين القسام غرباً حتى شارع صلاح الدين شرقاً، ويبلغ طوله 3300 م تقريباً، وتتركز على طوله مجموعة من المحال التجارية.

## معرض الصور
يضُم هذا المعرض مجموعة من الصور لشارع الوحدة بعد تعرضه للقصف المُستمر من جيش الاحتلال الإسرائيلي.

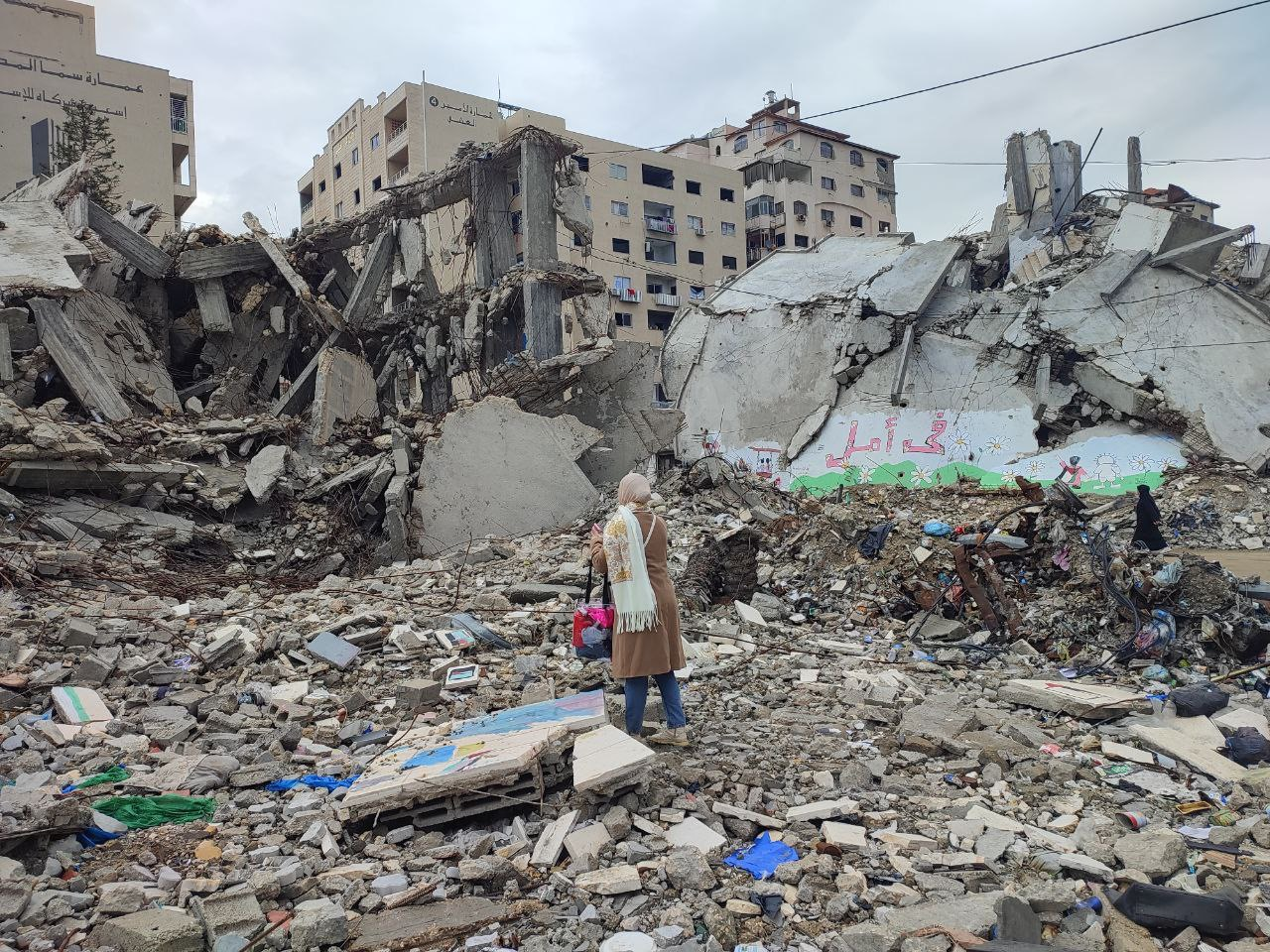
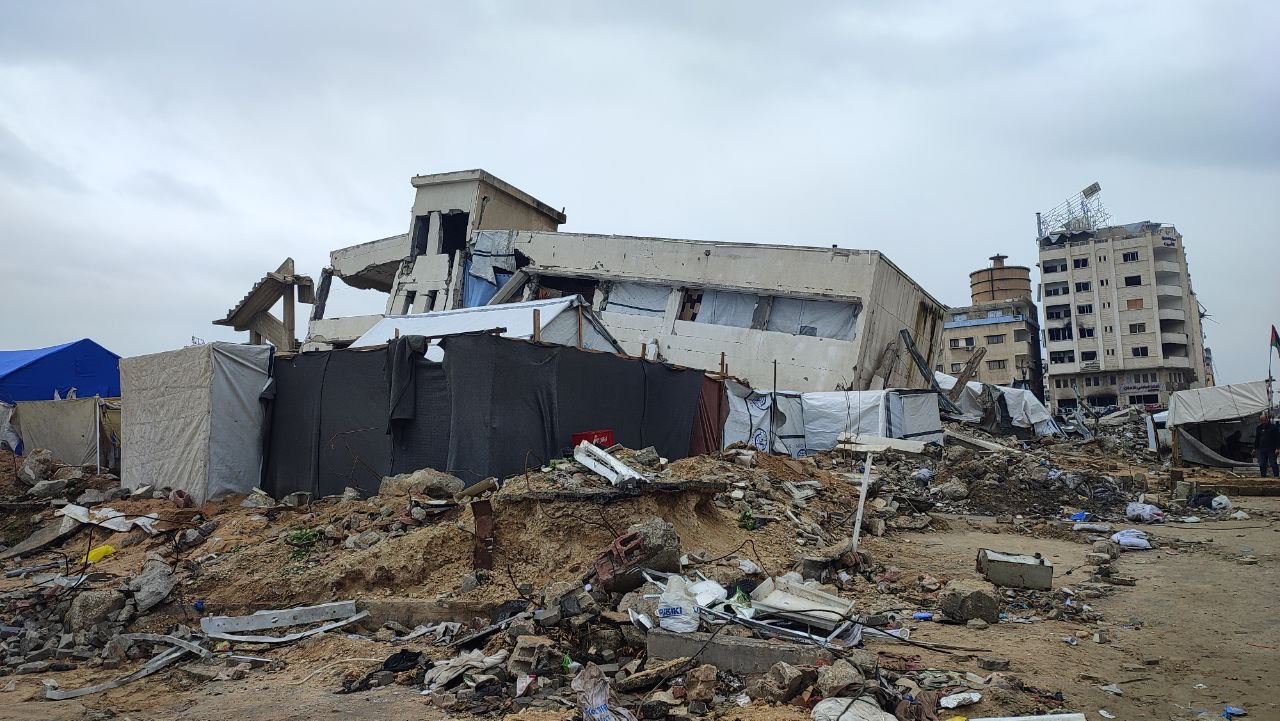
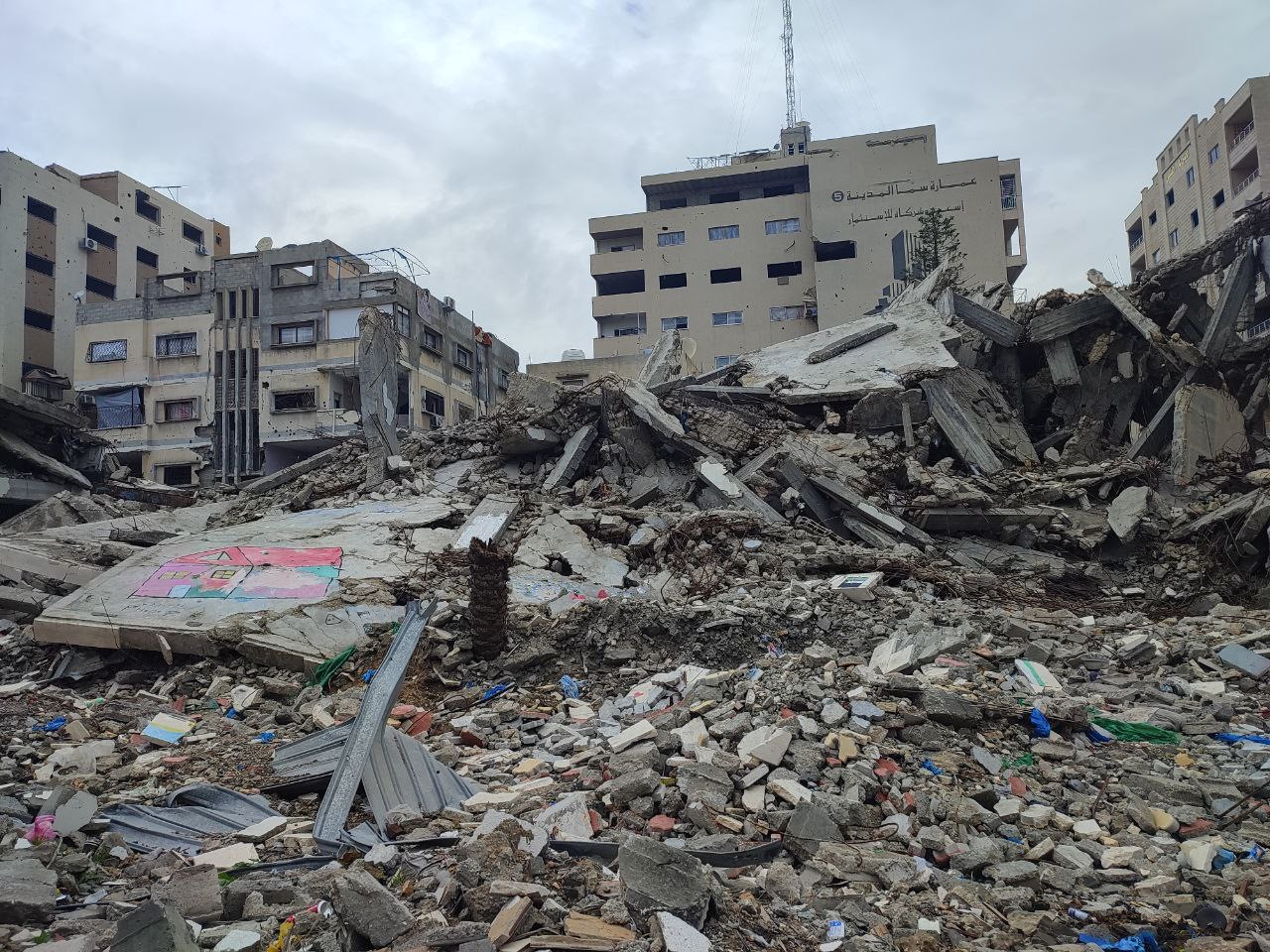